# Australische Inlinehockeynationalmannschaft
Die australische Inlinehockeynationalmannschaft repräsentiert den Australischen Inlinehockey Verband auf internationaler Ebene, wie bei der IIHF Inlinehockey-Weltmeisterschaft.
Die Nationalmannschaft Australiens spielte bei Weltmeisterschaften bisher ausschließlich in der Division I.

## Aktueller Kader
Kader bei der IIHF Inlinehockey-Weltmeisterschaft 2013 vom 2. Juni bis 8. Juni in Dresden.
- Torhüter
  - (25) Andrew Glass
  - (55) Gabriel Robledo de la Barra

- Verteidiger
  - (22) Nicholas Cleland
  - (9) Antony Collins
  - (77) Luke Fritchley

- Stürmer
  - (61) Jonathan Bremner
  - (10) Nicholas Bremner
  - (91) Michael Casaceli
  - (19) Jordan Gavin
  - (90) Liam Jeffries
  - (15) Sean Jones
  - (53) Lee Turner
  - (11) Cameron Walsh
  - (16) Shaun Wickham
  - (14) Michael York

## Trainerstab
- Trainer:  Stuart Philps
- Manager:  Clive Connelly
- Betreuer:  Jane Connelly
- Betreuer:  Martin Jones
- Betreuer:  John Casaceli
- Physiotherapeut:  Benjamin Pagett
- Betreuer:  Jane Connelly
- Betreuer:  Jane Connelly